# Rodzina Muszkatów
Rodzina Muszkatów – powieść społeczno-obyczajowa autorstwa Isaaca Bashevisa Singera. Książka, wydana po raz pierwszy w 1950 r., przedstawia losy Meszulema Muszkata, bogatego warszawskiego przedsiębiorcy, a także rodzin cadyka z Białej Podlaskiej oraz rabina z Tereszpola nieopodal Zamościa. Akcja powieści rozpoczyna się tuż przed wybuchem I wojny światowej, a kończy we wrześniu 1939 roku w bombardowanej Warszawie. Główne wątki poruszane w książce to asymilacja, komunizm, ortodoksja i syjonizm. 
Powieść ukazała się w polskim tłumaczeniu Joanny Borowik (dokonanym z języka angielskiego) i została wydana:
- w 1992 r. przez Dom Księgarski i Wydawniczy Fundacji Polonia (tom 1–2), ISBN 83-85080-06-6
- w 1996 r. przez wydawnictwo Muza (tom 1–2), ISBN 83-7079-533-1, ISBN 83-7079-624-9
- w 2003 r. przez wydawnictwo Muza (w jednym tomie, 759 s.), ISBN 83-7319-120-8